# بيت سلام (جبلة)

تعديل مصدري - تعديل

بيت سلام محلة تابعة لقرية الظهرة، التابعة لعزلة الشراعي بمديرية جبلة إحدى مديريات محافظة إب في الجمهورية اليمنية، بلغ تعداد سكانها 71 حسب تعداد اليمن لعام 2004.